# Dvärgspröding
Dvärgspröding (Psathyrella romagnesi) är en svampart som tillhör divisionen basidiesvampar, och som beskrevs av Kits van Wav. Dvärgspröding ingår i släktet Psathyrella, och familjen Psathyrellaceae. Arten är reproducerande i Sverige.